# Free Four
Singles de Pink Floyd
One of These Days / Fearless
(1969) Money / Any Colour You Like
(1973)
Pistes de Obscured by Clouds
Childhood's End
(7) Stay
(9)
Free Four est une chanson de Pink Floyd, figurant sur l'album Obscured by Clouds créée et enregistrée au château d'Hérouville à côté de Pontoise en France en 1972. C’est le huitième morceau de l'album.
Son titre vient du décompte traditionnel du rock 'n' roll « one, two, three, four ». La chanson traite des thèmes chers à Waters, la mort de son père (« I am the dead man's son ») et des requins de l’industrie du disque.
Free Four est sorti en single en juillet 1972 et est entré dans le top 50 des radios FM en Angleterre.

## Crédits
- Richard Wright : synthétiseur EMS VCS 3
- Roger Waters : basse, chant, chœurs
- David Gilmour : guitares acoustique et électrique, claquements de mains
- Nick Mason : batterie, tambourin, claquements de mains